# Lecionário 132
O Lecionário 132 (designado pela sigla ℓ 132 na classificação de Gregory-Aland) é um antigo manuscrito do Novo Testamento, paleograficamente datado do Século XIV d.C.[a]
Este codex contém lições dos evangelhos de Mateus, Marcos, Lucas e João (conhecido como Evangelistarium), com muitas lacunas no fim do texto[a]. Foi escrito em grego, e actualmente se encontra na Biblioteca do Vaticano.